# Berio (cavallo)
Berio è un cavallo mezzosangue, tra i più vincenti nella storia recente del Palio di Siena.
Cavallo dal manto baio e di sesso castrone, è nato il 16 febbraio 1997 a Sedini (SS) nell'allevamento di Salvatore Morrucu; il padre è Approach the Bench, la madre Olga XIX.

## Carriera al Palio di Siena
Berio è uno dei cavalli che fino ad oggi ha conseguito più vittorie nella storia del Palio di Siena dal Novecento ad oggi, avendo vinto (montato sempre dal fantino Luigi Bruschelli detto Trecciolino) ben quattro Carriere in Piazza del Campo su sei partecipazioni.
Vincitore già all'esordio in piazza nell'agosto del 2002, sotto i colori della Tartuca, Berio si è ripetuto a distanza di un anno nell'agosto 2003, questa volta correndo per il Bruco.
L'anno d'oro di Berio è stato però il 2005: prima vince il Palio di Provenzano con il Bruco, poi domina al Palio dell'Assunta con la Torre, realizzando così uno storico cappotto.
Grazie alla vittoria del 2005, Berio e Trecciolino hanno regalato alla Torre la vittoria al Palio di Siena dopo ben 44 anni (ragion per cui la contrada nonna è divenuta la Civetta, che ha poi ceduto la cuffia alla Lupa nell'agosto 2009).

## Partecipazioni al Palio di Siena
Le vittorie sono evidenziate ed indicate in neretto.
| Palio          | Contrada | Fantino                            |
| -------------- | -------- | ---------------------------------- |
| 16 agosto 2002 | Tartuca  | Luigi Bruschelli detto Trecciolino |
| 2 luglio 2003  | Civetta  | Giuseppe Pes detto il Pesse        |
| 16 agosto 2003 | Bruco    | Luigi Bruschelli detto Trecciolino |
| 16 agosto 2004 | Drago    | Luca Minisini detto Dè             |
| 2 luglio 2005  | Bruco    | Luigi Bruschelli detto Trecciolino |
| 16 agosto 2005 | Torre    | Luigi Bruschelli detto Trecciolino |

## Ritiro dalle competizioni
La commissione veterinaria del Comune di Siena ha riscontrato in Berio, all'età di nove anni, un'artrite alla zampa anteriore sinistra che avrebbe potuto peggiorare per le sollecitazioni dovute alla corsa. Per questo motivo l'ha dichiarato inidoneo al Palio.
Il Comune di Siena si è offerto di acquistare Berio per poi portarlo al Centro Ippico del Corpo forestale dello Stato "Il Caggio" (pensione per i cavalli che, per l'età avanzata o per infortunio, non possono più correre il Palio).Il proprietario ha rifiutato  ed ha deciso di metterlo privatamente e a proprie spese "in pensione 5 stelle" nella propria tenuta per motivi strettamente affettivi.